# Aleksandr Serov
Aleksandr Nikolàievitx Serov (en rus: Александр Николаевич Серов, Sant Petersburg, 23 de gener de 1820 - Sant Petersburg, 1 de febrer de 1871) va ser un compositor i crític musical rus. Fou notable per ser un dels crítics de música més importants de Rússia durant els anys 1850 i 1860 i el més important compositor rus de l'òpera en el període comprès entre Rusalka de Dargomijski i les primeres òperes de Cui, Rimski-Kórsakov, Mússorgski, i Txaikovski.
Aleksandr Serov va ser el pare de l'artista rus Valentín Serov.

## Biografia
L'avi matern de Serov, Carl Ludwig Hablitz, va ser un botànic i un jueu alemany, que es va mudar d'Alemanya a Rússia al segle xviii, com era comú en l'època, ja que Rússia va convidar molts experts europeus, entre ells científics, músics, metges, etc., per tal de posar-se al dia en els desenvolupaments europeus. A Rússia, es va convertir en membre de l'Acadèmia de Ciències de Sant Petersburg. El pare d'Aleksandr Serov va ser advocat i mantenia una posició important. Ell volia que el seu fill estudiés per advocat i el va enviar a una escola de dret. Finalment Serov va perdre interès en les lleis i va desenvolupar interès per la música. A més, es va convertir en un amic d'un altre estudiant del col·legi d'advocats, Vladímir Stàssov, que finalment es va convertir en un famós crític d'art. Serov i Stasov van passar més temps en l'estudi de la música que en el de la llei.
Serov va acabar els seus estudis el 1840 i va començar a treballar com a advocat. Amb el temps, el seu interès per la música va prevaler, i el 1850 va renunciar al seu treball i va començar a compondre música i escriure articles. També va donar classes de música, que foren molt populars. En particular, va introduir una varietat de termes musicals en llengua russa. A més, per primera vegada va començar a utilitzar el terme "simfonizm " que finalment va guanyar importància internacional. El 1863, Aleksandr Serov es va casar amb la seva estudiant Valentina Bergman. El 1871, inesperadament va morir d'un atac de cor. La seva vídua va acabar la seva última òpera i va publicar els seus articles.
Com a compositor, Serov és notable per compondre òperes. La seva primera, Judit, es va representar per primera vegada el 1863. Malgrat que les òperes de Serov, Judit i Rogneda van tenir força èxit en el seu moment, cap de les seves òperes es realitzen amb freqüència en l'actualitat. Un enregistrament en CD de Judit (amb alguns talls) es va fer el 1991 per l'orquestra i el cor del Teatre Bolxoi sota la direcció d'Andrei Txistiakov.
Serov també va ser un crític aclamat, la seva relació amb altres intel·lectuals de vegades no era la ideal. Per exemple, ell i Stasov es van convertir en enemics a l'hora de valorar les dues òperes de Glinka. Igualment, l'admiració de Serov per Richard Wagner no va agradar al Grup dels Cinc, el grup principal de compositors russos.

## Òperes
- Judit (Юдифь, 1861–63)
- Rogneda (Рогнеда, 1863–65)
- El poder del diable (Вражья сила, 1867–71) Serov havia deixat en el seu testament que Nikolai Soloviev acabés la seva òpera.[7]